# Jean Dupuy (Politiker)

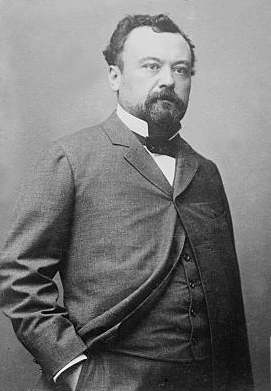
Jean Dupuy

Jean Dupuy (* 1. Oktober 1844 in Saint-Palais, Département Gironde; † 31. Dezember 1919 in Paris) war ein französischer Verleger und Politiker, der von 1891 bis zu seinem Tode 1919 Senator sowie mehrmals Minister war.

## Leben

### Verleger, Senator und Landwirtschaftsminister
Jean Dupuy, Sohn des Kurzwarenhändlers Jacques Dupuy und Magdeleine Thérèse Dupuy, arbeitete nach dem Schulbesuch in seiner Geburtsstadt Saint-Palais im Geschäft der Eltern und später als Gerichtsvollzieher. Im Oktober 1865 ging er mit seinem Bruder Charles Dupuy nach Paris, wo er zunächst in einer Anwaltskanzlei arbeitete und 1870 in die Nationalgarde (Garde nationale) eintrat. Nach dem Deutsch-Französischen Krieg und dem Ende der Pariser Kommune 1871 nahm er auch in Paris wieder eine Tätigkeit als Gerichtsvollzieher auf. 1879 wurde er zudem Vorsitzender des Aufsichtsrates der Tageszeitung Le Petit Parisien, deren geschäftsführender Eigentümer er 1888 wurde. Am 16. November 1887 wurde er zudem geschäftsführender Eigentümer der Tageszeitung Le Siècle.
Am 4. Januar 1891 wurde Dupuy mit 401 von 695 Stimmen zum Mitglied des Senats gewählt und vertrat in diesem bis zu seinem Tode am 31. Dezember 1919 die Interessen des Département Hautes-Pyrénées. Zu Beginn seiner Senatszugehörigkeit war er Mitglied des Finanzausschusses, des Marineausschusses und des Ausschusses für Algerien sowie später Berichterstatter für den Haushalt des Landwirtschaftsministeriums. Am 22. Juni 1899 wurde er als Landwirtschaftsminister (Ministre de l’Agriculture) in das Kabinett Waldeck-Rousseau berufen und bekleidete dieses Ministeramt bis zum 7. Juni 1902. Als Landwirtschaftsminister organisierte er die Agrarkredite (Crédit Agricole) und gründete das Büro für landwirtschaftliche Informationen (Office de renseignements agricoles). Des Weiteren war er maßgeblich an der Entwicklung des Einsatzes von Industriealkohol beteiligt.

### Dreyfus-Affäre, Wiederwahlen in den Senat und Erste Marokkokrise
Im Zuge der Dreyfus-Affäre setzte er sich mit dem Minister für Handel, Industrie, Post und Telegrafie Alexandre Millerand und Kriegsminister Gaston de Galliffet bei Premierminister Pierre Waldeck-Rousseau für die Begnadigung von Alfred Dreyfus ein, die schließlich am 20. September 1899 von Staatspräsident Émile Loubet unterzeichnet wurde. Am 28. Januar 1900 wurde Jean Dupuy im ersten Wahlgang mit 552 von 699 Stimmen im Département Hautes-Pyrénées wieder zum Senator gewählt. Am 11. Juni verteidigte er die französischen Weizenproduzenten in der Kammer während der Erörterung eines Gesetzes über den Import und Export von Weizen und Mehl. Zu Beginn des Jahres 1902 betrug die Auflage des Petit Parisien erstmals mehr als eine Million Exemplare. Le Petit Parisien veröffentlichte am 4. April 1904 einen neuen Untertitel mit der Angabe „Die größte Auflage einer Zeitung auf der ganzen Welt“. Im Mai und Juni 1905 war er inoffizieller Verhandlungsführer zwischen der französischen Regierung und dem deutschen Botschafter in Frankreich, Hugo Fürst von Radolin, in Bezug auf die durch die Rivalität Frankreichs und des Deutschen Reiches ausgelöste Erste Marokkokrise.
Im März 1906 wurde Dupuy zum Präsidenten der Union républicaine gewählt. Am 3. Januar 1909 wurde er zum dritten Mal zum Senator gewählt und erreichte dieses Mal im ersten Wahlgang im Département Hautes-Pyrénées 557 von 673 Stimmen.

### Weitere Ministerämter und Vize-Präsident des Senats
Nach der Bildung des Kabinett Briand I am 24. Juli 1909 übernahm Jean Dupuy das Amt als Minister für Handel und Industrie (Ministre du Commerce et de l’Industrie) und behielt dieses bis zum 2. November 1910. Das Amt als Minister für Handel und Industrie bekleidete er von 3. November 1910 bis zum 2. März 1911 auch im Kabinett Briand II. Knapp drei Wochen später wurde er 24. März 1911 mit 142 von 145 abgegebenen Stimmen zum Vizepräsident des Senats gewählt und übernahm zudem am 22. Dezember 1911 den Posten als Vizepräsident einer Kommission zur Untersuchung der Beziehungen zum Deutschen Kaiserreich in Bezug auf Französisch-Kongo.
Im Kabinett Poincaré I wurde er am 14. Januar 1912 zum Minister für öffentliche Arbeiten (Ministre des Travaux publics) sowie zum Minister für Post und Telegrafie (Ministre des P.T.T.) berufen. Er setzte sich für eine energische Verfolgung von Verstößen gegen die Vorschriften für den Autoverkehr zur Abnahme der Zahl der Todesfälle durch Unfälle ein. Nach der Wahl von Raymond Poincaré zum Staatspräsidenten war er vom 21. Januar bis zum 18. Februar 1913 im Kabinett Briand III sowie zwischen dem 18. Februar und dem 22. März 1913 im Kabinett Briand IV ebenfalls Minister für öffentliche Arbeiten und Minister für Post und Telegrafie. Nach seinem Ausscheiden aus der Regierung wurde er am 17. Juni 1913 mit 166 der 168 abgegebenen Stimmen wieder zum Vizepräsidenten des Senats gewählt sowie als solcher am 15. Januar 1914 mit 126 von 217 abgegebenen Stimmen wiedergewählt.
Nachdem das Kabinett Doumergue I nach den allgemeinen Wahlen vom 26. April 1914 zurückgetreten war, wurde Jean Dupuy von Staatspräsident Poincaré um Bildung einer Regierung gebeten, was dieser allerdings ablehnte. Stattdessen übernahm er das Amt als Minister für öffentliche Arbeiten (Ministre des Travaux publics) in dem am 9. Juni 1913 gebildeten Kabinett Ribot IV, das allerdings bereits vier Tage später am 13. Juni 1914 zurücktrat.

### Erster Weltkrieg, Ehe und Nachkommen

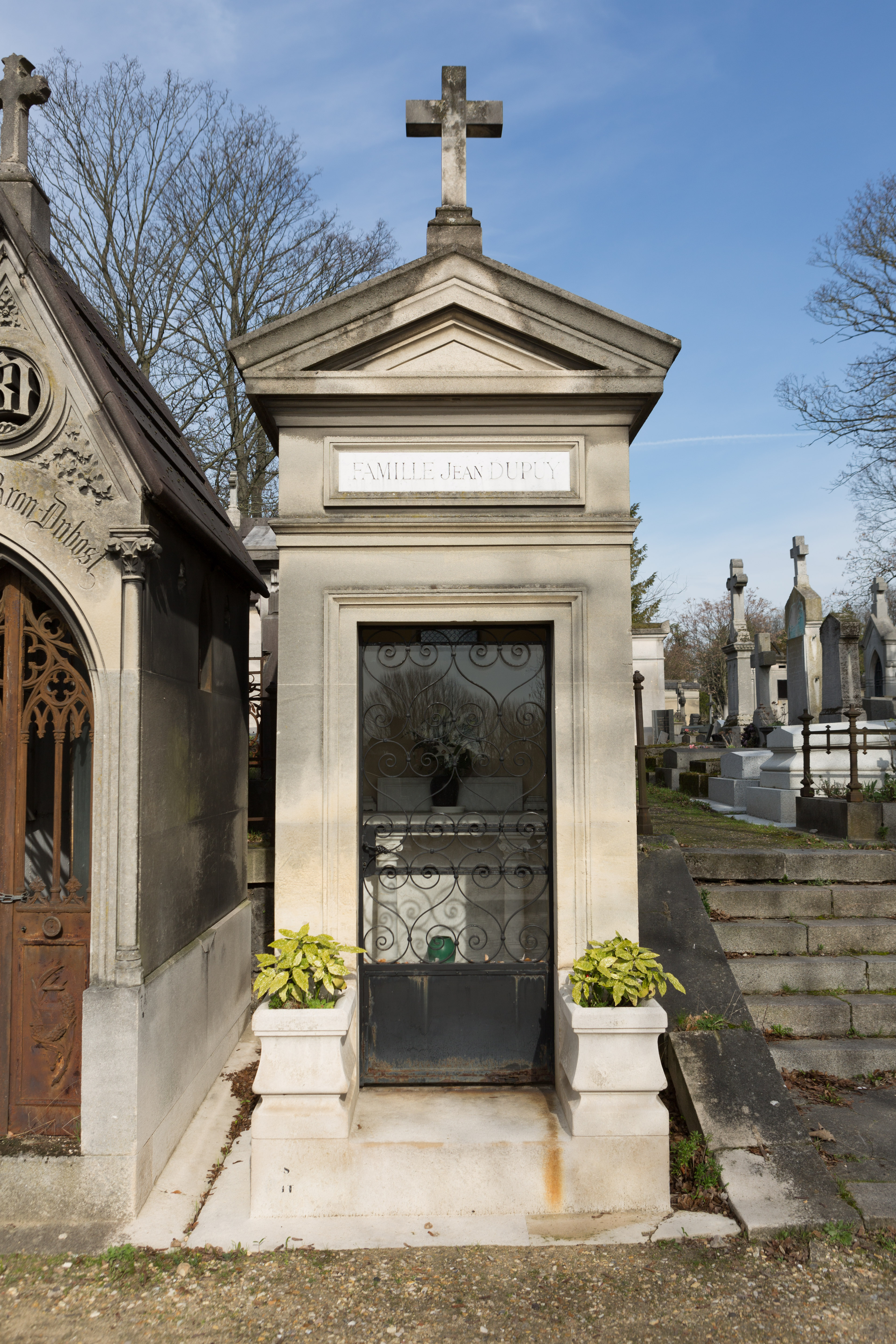
Grabstätte der Familie Jean Dupuy auf dem Cimetière du Père-Lachaise.

Zu Beginn des Ersten Weltkrieges beschloss Jean Dupuy trotz Verlegung des Regierungssitzes nach Bordeaux in Paris zu bleiben. Als Vorsitzender des Verbandsausschusses der französischen Presse (Comité des associations de la presse française) forderte er am 5. August 1915 den Senat auf, die Zölle auf die Einfuhr von Zeitungspapier zu senken. Er übernahm zudem die 1910 von Basil Zaharoff gegründete Zeitung Excelsior. Am 12. September 1917 übernahm er im Kabinett Painlevé I das Amt als Staatsminister (Ministre d’État) und fungierte als solcher bis zum 16. November 1917 mit den vier weiteren Staatsministern Louis Barthou, Léon Bourgeois, Paul Doumer und Henry Franklin-Bouillon als Mitglied des Kriegskomitees (Comité de guerre, du 12 septembre au 16 novembre 1917).
Jean Dupuy war Mitglied der Académie d’agriculture de France und Kommandeur des Ordre du Mérite agricole. Aus seiner Ehe mit Sophie-Alexandrine Legrand ging die Tochter Marie Dupuy, die mit einem Enkel des Astronomen François Arago verheiratet war, sowie die beiden Söhne Paul Dupuy und Pierre Dupuy hervor, die beide Mitglied der Nationalversammlung waren. Nach seinem Tode am 31. Dezember 1919 wurde er auf dem Cimetière du Père-Lachaise beigesetzt, dem größten Friedhof von Paris.